# Алісе Брага
Алісе Брага Мораеш (порт. Alice Braga Moraes; нар. 15 квітня 1983, Сан-Паулу, Бразилія) — бразильська акторка, фотомодель.

## Біографія
Народилась в католицькій сім'ї. Мати Алісе — акторка Анна Брага — з дитинства водила доньку на знімальні майданчики, що пробудило зацікавленість дівчинки до акторства. Вона почала брати участь в шкільних спектаклях, а згодом і в комерційних радіопередачах.
В кіно дебютувала у 1998 році, але справжній успіх до акторки прийшов у 2002 році після того, як вона зіграла Анжеліку в бразильському фільмі «Місто Бога» і навіть була номінована на національну кінопремію. Зігравши в декількох фільмах за п'ять років, Алісе Брага привернула до себе увагу голлівудських продюсерів.
Міжнародне визнання прийшло до неї після фільму «Я — легенда», що вийшов на екрани у 2007 році, із Віллом Смітом у головній ролі. У 2008 році Брага грала у фільмі Девіда Мемета «Червоний пояс». Вона ввійшла в акторський ансамбль за участі Шона Пенна та Гаррісона Форда в картині Переправа, що розповідав про життя іммігрантів в Лос-Анджелесі та їхніх спробах отримати американське громадянство.
Вона знову попрацювала разом із режисером «Міста Бога» Фернанду Мейреллішем, виконавши одну з головних ролей у його фільмі «Сліпота», що знятий за романом лауреата Нобелівської премії Жозе Сарамагу. Після цієї роботи акторка знялась у головних жіночих ролях таких відомих голівудських проектів як «Різники» та «Хижаки», а також в однойменній екранізації роману Пауло Коельо «Одинадцять хвилин».
Серед інших її відомих кіноробіт — драма про небезпеку любовного трикутника «Нижнє місто» (2005), ексцентрична комедія порт. O Cheiro do Ralo (2007), а також роль безтурботної студентки художньої школи у фільмі ісп. Sólo Dios Sabe (2006) із Дієго Луною, прем'єрний показ якого відбувся на кінофестивалі «Санденс». Ще один фільм 2006 року в дусі «незалежного кіно» — англ. A Journey to the End of the Night із Бренданом Фрейзером та Мосом Дефом, дія якого розгортається на фоні бразильської індустрії торгівлі секс-послугами.
Брага вільно розмовляє португальською, іспанською та англійською.

## Фільмографія

### Актор

#### Фільми
| Рік  |     | Українська назва   | Оригінальна назва                | Роль                    |
| ---- | --- | ------------------ | -------------------------------- | ----------------------- |
| 1998 | кф  |                    | Trampolim                        | Клавдія                 |
| 2002 | ф   | Місто Бога         | Cidade de Deus                   | Анжеліка                |
| 2005 | ф   | Нижнє місто        | Cidade baixa                     | Карінна                 |
| 2006 | ф   |                    | Só Deus sabe                     | Долорес                 |
| 2006 | ф   |                    | Journey to the End of the Night  | Моніка                  |
| 2006 | ф   |                    | O Cheiro do Ralo                 | офіціантка              |
| 2007 | ф   |                    | The Milky Way                    | Юлія                    |
| 2007 | кф  |                    | Rummikub                         | дочка з Сан-Паулу       |
| 2007 | ф   | Я — легенда        | I Am Legend                      | Анна                    |
| 2008 | ф   | Червоний пояс      | Redbelt                          | Сандра Тері             |
| 2008 | ф   | Сліпота            | Blindness                        | Жінка в темних окулярах |
| 2009 | ф   | Перетинаючи кордон | Crossing Over                    | Мірея Санчес            |
| 2009 | ф   |                    | Cabeça a Prêmio                  | Елейн                   |
| 2010 | ф   | Різники            | Repo Men                         | Бет                     |
| 2010 | ф   | Хижаки             | Predators                        | Ізабелль                |
| 2010 | кф  |                    | Predators: Moments of Extraction | Ізабелль                |
| 2011 | ф   | Обряд              | The Rite                         | Анджеліна               |
| 2012 | ф   | На дорозі          | On the Road                      | Террі / Беа Франко      |
| 2012 | док |                    | City of God – 10 Years Later     | у ролі самої себе       |
| 2013 | ф   | Елізіум            | Elysium                          | Фрей                    |
| 2013 | ф   |                    | Os Amigos                        | Юлія                    |
| 2014 | ф   |                    | Muitos Homens Num Só             | Єва                     |
| 2014 | ф   |                    | Latitudes                        | Олівія                  |
| 2016 | ф   | Дуель              | The Duel                         | Марісол Кінгстон        |
| 2016 | ф   |                    | Entre Idas E Vindas              | Сандра                  |
| 2017 | ф   | Хатина             | The Shack                        | Софія                   |
| 2020 | ф   | Нові мутанти       | The New Mutants                  | Сесілія Рейес           |
| 2020 | мф  | Душа               | Soul                             | Радник душі             |
| 2021 | ф   | Загін самогубців 2 | The Suicide Squad                | Соль Сорія              |
| 2023 | ф   | Гіпнотик           | Hypnotic                         | Діана Круз              |

#### Телебачення
| Рік       |   | Українська назва       | Оригінальна назва                | Роль           |
| --------- | - | ---------------------- | -------------------------------- | -------------- |
| 2005      | с |                        | Carandiru, Outras Histórias      | Ванія          |
| 2010      | с |                        | Superbonita                      | ведуча         |
| 2012      | с |                        | As Brasileiras                   | Мірттес        |
| 2014      | с |                        | A Mulher da Sua Vida             | Роберта        |
| 2016—2021 | с |                        | Queen of the South               | Тереза Мендоса |
| 2018      | с |                        | Samantha!                        | Симанта        |
| 2020      | с |                        | We Are Who We Are                | Меґґі Тейшейра |
| 2023      | с | Вбивство на краю світу | A Murder at the End of the World | Сіан Круз      |
| 2024—...  | с | Темна матерія          | Dark Matter                      | Аманда         |

### Продюсер
| Рік       |   | Українська назва | Оригінальна назва  | Роль                |
| --------- | - | ---------------- | ------------------ | ------------------- |
| 2014      | ф |                  | Latitudes          | продюсер            |
| 2016—2021 | с |                  | Queen of the South | виконавчий продюсер |
| 2018      | с |                  | Samantha!          | виконавчий продюсер |
| 2019      | с |                  | Sintonia           | продюсер            |